# テレビっ子
テレビっ子（テレビっこ、TVっ子）
1. 幼い時から周囲にテレビがあり、テレビを見て、その影響を受けて育った子供または世代
2. （他の子や他の活動と比較して、あるいは主観的に）テレビの視聴時間が多い子供

このいずれかを意味する日本の俗語的表現である。どちらの意味に比重が置かれるかは、主に使用者の世代や書かれた年代による。
前者は1960年代における流行語的用法である。テレビの子供に対する悪影響を懸念したり、影響を受けた世代を批判するなど、否定的な含意を持つ事が多い。この世代が大人になり、テレビの視聴時間が他の世代より長い男性を「テレおつ」（テレビおっさんの略）と呼ぶ。
テレビが十分普及した1980年代においては、「テレビの影響」よりも「視聴時間の多さ」が問題視され、後者の意味に比重が置かれ始めた。
1990年代以後における日常的な文脈では後者の意味が多く、「悪影響」の含意が抜けたり、単なる「テレビ好き」の意味で使う場合もある。しかし特定の学術分野では、現在でも前者の意味で用いる場合がある。
教育学や教育心理学の専門用語としては、さらに狭義に「生まれた時から生活の中にテレビがあり、テレビの影響を大きく受けている子供」と定義されている。この定義は文章上「テレビの影響を受けている子供」となっているが、現在では結果的に世代を表す内容になっている。この意味での「テレビっ子」を使う場合、「視聴時間が多い子」を意味する語としては「heavy viewer」またはその訳語「重視聴児」を用いる。

## 歴史

### 語の発生及び類似語・関連語
1958年（昭和33年）、文部省（当時）社会教育局が「テレビジョン影響力調査」の結果を報告する記者会見を行った際の、波多野完治委員長の発言が流行のきっかけになったとされている。
一方で専門家などの間では、テレビ放送で先行していたアメリカからの輸入語が使われた。「現代用語の基礎知識」（入江徳郎担当「社会風俗用語の解説」）は、1958年（昭和33年）の言葉として「テレビチャイルド」、「ヘビービュアー」、「テレビジプシー（テレビ普及率が低い時代に、テレビのある家を子供達が渡り歩く様子を表現した語）」を1980年（昭和55年）頃まで掲載し続けた。また、上記文部省調査の報告書刊行時や1960年（昭和35年）の文部省テレビジョン影響力調査第二回発表時、新聞では記事本文中において「ヘビービュアー」や「テレビチャイルド」を使っている。しかしこれらの輸入語が「テレビっ子」ほど日本の日常に定着したか、という点については疑問である。新聞においても、見出しやコラムで使われるのは「テレビっ子」の方であり、「テレビチャイルド」などは記事冒頭で定義している。また「現代用語の基礎知識」でも、項目として採用されなかった「テレビっ子」が、1976年（昭和51年）前後の版における竹村健一担当「時代感覚用語の解説」の文中で、なんの解説もなく当たり前のように使われている。
テレビが放送開始から短期間で普及し社会に影響を及ぼしたため、他にも多くの俗語を生み出した。ベビーベッドや歩行器に子供を入れてテレビに子守をさせる「テレビ保育」、テレビを見ながらごろ寝をする「テレ寝」などがある。
「テレビ人間」という語は幾度となく使われたが、使用者や時代によって全く違う意味で使われた。たとえば竹村健一は「テレビ人間」をそれ以前の（紙媒体）世代である「活字人間」と対比させた。一方で、放送局にビデオ装置が普及し録画番組が増えた時代、「面接の受け答えを事前に撮影されたビデオのように手際よくこなす」という意味で新卒学生を「テレビ人間」と評した年もあった。テレビに出演する側の特徴を指して「テレビ人間」と評する事例も多い。

### 意味の変遷
「テレビっ子」は当然ながらテレビ放送開始によって生まれた語である。
テレビ放送開始時点で大人だった世代から見て、子供の時からテレビを見て育った世代が異質に見えた。そして「テレビっ子」は後の「新人類」などと同じように用いられた。多くの場合「最近の若いもんは」と同様に否定的な意味で使われた。しかし評論家の中には中立的または肯定的な「全く別の世代、別の人種である」との評価もあった。たとえば前述の「現代用語の基礎知識」竹村健一の文章では「活字人間とは過度に視覚に頼った世代であるのに対し、テレビ人間は五感を全て使用する」との論を繰り広げている。
「テレビが家庭に来ると、子供はテレビばかり見て勉強しなくなるのではないか？」という懸念はテレビ放送開始時からあったようである。しかしテレビ普及初期においては、家にテレビがあるのは比較的裕福で新技術に興味を持つ世帯であり、それ以外の子供は街頭テレビや友人宅のテレビに頼っていた。また「子供のテレビ視聴時間と親の視聴時間は相関している」との調査結果が早い段階で発表されており、躾の問題であるとの認識が教育界を中心に広まり、指導方法の提案が行われた。そのため「ヘビービュアーは勉強をなまけるとか学校の成績が落ちたとかいうと必ずしもそういう結果は出ていないようである」（現代用語の基礎知識）という論も多かった。
その一方で「テレビから乱暴な遊びを真似をする」「言葉遣いが乱れる」、特に低年齢児では「コマーシャルソングをすぐ覚え、いつも口ずさむ」「子供に関係ない商品の名前まで覚えてしまう」「幼児でさえテレビの操作や番組の時刻を覚えてしまう」など、予期せぬ子供達の行動に多くの大人が驚き戸惑った。テレビが成長途上の子供に大きな影響を与える事を肯定的に評価して「知識欲が高まる」「理科社会の勉強の役に立つ」「社会的知識が豊富になる」などの論もあった。しかし実際のテレビ番組は「一億総白痴化」論（1957年）に代表されるように低俗さを指弾される事が多かった。当時の「テレビっ子」の用法はこれらの意識を反映していると思われる。
その後「一家に一台」の時代が到来し、家庭環境に関わらず全ての子供がテレビにかじりつく事が可能になった。自動車の普及により外で遊びにくくなったなど、必ずしもテレビだけのせいとは言えない部分もあるが、「外で友達と遊ばなくなる」「テレビだけ見てだらだら過ごす」「夜遅くまでテレビを見ている」「読書をしなくなる」などの問題点が指摘され、重視聴児の意味での「テレビっ子」が問題視されるようになった。
また、1950年代までは親の社会階層・所得階層・職業・その他属性による子供の行動の違いを問題として意識し議論し、それらを調査研究する事が数多く行われ、その結果も広く発表されていたのに対し、1960年代前半頃からそのような議論・調査をする事自体がタブー視され始め、広く公表される事がなくなる。テレビ視聴についても、1963年の朝日新聞では「もともと家庭環境などに欠陥がある子供がテレビを見て不良化する」など、視聴時間よりも深刻な問題を指摘する論を掲載していたのに、1984年の朝日新聞では「個人や家庭の努力で目に見えて解決できる分野」の象徴的事例として「テレビ視聴時間との相関」を挙げ、極めて楽観的な態度に変化している。このように、子供の変化とは別に、親・教育・メディア側の問題意識の方が変化した部分もある。
テレビが完全に普及し、新たなメディアや娯楽が生まれつつあった昭和60年頃から、子供のテレビ視聴時間は微減の傾向になり、批判の矛先はテレビゲームなどに向く。しかし他の娯楽に比べれば「スイッチを入れてぼけっと見る」事が出来る点でテレビは受動的であり、これを「テレビっ子」の問題点として挙げる教育学者も少なくない。
現在では人口の半数以上が 1.の意味での「テレビっ子」となり、テレビの影響が生活の中に完全に織り込まれている。このような状況で、一部専門分野を除き 1.の意味で使う理由はない。しかし現代っ子（1961年）、カギっ子（1963年）の走りとも言える言葉であり、日本語として定着しており、2.の意味で使われ続けている。

## 学習能力低下との関係

### テレビの影響力全般について
1950年代以降、テレビが子供に与える影響への関心が高まり、多くの研究がなされた。日本においても1953年のテレビ放送開始時点から、文部省の調査委員会による調査がなされている。それらの多くは、家庭環境、特に子供の視聴行動に対する親の関与（通俗的にいえば「しつけ」）の影響の大きさを指摘している。
その一方で、テレビが離島部を除き短期間で日本の隅々まで普及し、それ以降「テレビのない社会」が存在しなくなって、直接的な比較による研究が困難になった。また、テレビだけでなく他の電化製品や自動車（いわゆる「三種の神器」）もほぼ同時期に普及し、生活様式の変化を引き起こした。さらに産業構造の変化や核家族化などによる社会の変化も同時に進行し、子供の生活に影響を及ぼした。これらは互いに複雑な因果関係を持っており、「どこまでがテレビの影響なのかを見極める事が困難である」という指摘もある。

### 長時間視聴の影響について
テレビの影響力を排除するのが不可能な社会になった現代においても、重視聴児とそうでない子供の比較は可能であり、そのような研究は散発的なものを含めると数多くなされている。
2007年5月7日付の四国新聞では、2004年に実施した全国の小学1年 - 中学1年までの計約3万8,000人を対象にした日本教育技術学会の全国調査により、前の学年までに教わった漢字について実施した結果とそのうち9,000人についてテレビ視聴との関係を調べた結果、「テレビを長時間視聴する子どもは漢字を「書く力」が低くなる傾向にある」と報じた。
また2008年8月30日付の朝日新聞では、文部科学省が2007年度と2008年度との学習状況の比較調査結果を用いて児童生徒の生活習慣および学習に対する意欲、そして平均正答率との相関関係を分析した結果、テレビなどを長時間見る児童生徒の割合が目立って高くなっており、かつテレビなどの視聴時間は正答率との相関関係にあることを明らかにした上で文科省が懸念を示していることを報じた。

## 肥満との関係
2004年7月16日発売のイギリスの医学誌ランセットでは、1972年 - 1973年にかけてニュージーランドのダニーデンで生まれた1,000人の子供について、「子どもの時にどれほどテレビを見たか」「大人になってから健康状態がどうなったか」を26歳になるまで追跡調査を行った結果、生まれてから15歳までにテレビを見た時間と、成人してからの健康指標に密接な関連性があることが判明したと報告された。

## アメリカ合衆国でのテレビっ子
アメリカ合衆国ではテレビっ子のことを「カウチポテト」 (Couch potato) と呼んでいる。由来は、まるでテレビの前のカウチ椅子（長椅子）に転がるジャガイモのように、だらだらとテレビを見続けることから。